# Tyler Lewington
Tyler Lewington, född 5 december 1994, är en kanadensisk professionell ishockeyback som är kontrakterad till Washington Capitals i National Hockey League (NHL) och spelar för Hershey Bears i American Hockey League (AHL). Han har tidigare spelat för South Carolina Stingrays i ECHL och Medicine Hat Tigers i Western Hockey League (WHL).
Lewington draftades i sjunde rundan i 2013 års draft av Washington Capitals som 204:e spelare totalt.

## Statistik
| 2008–2009  | Sherwood Park Flyers     | AMBHL      | 32  | 1  | 13 | 14  | 20  | —  | — | — | — | —  |
| 2009–2010  | Sherwood Park Squires    | AMMHL      | 33  | 7  | 17 | 24  | 49  | 9  | 2 | 5 | 7 | 8  |
| 2010–2011  | Sherwood Park Kings      | AMHL       | 34  | 4  | 22 | 26  | 46  | 13 | 1 | 8 | 9 | 4  |
| 2011–2012  | Medicine Hat Tigers      | WHL        | 44  | 0  | 3  | 3   | 46  | 8  | 0 | 1 | 1 | 2  |
| 2012–2013  | Medicine Hat Tigers      | WHL        | 69  | 2  | 24 | 26  | 131 | 8  | 1 | 0 | 1 | 14 |
| 2013–2014  | Medicine Hat Tigers      | WHL        | 68  | 7  | 31 | 38  | 121 | 18 | 0 | 3 | 3 | 26 |
| 2014–2015  | Medicine Hat Tigers      | WHL        | 69  | 9  | 36 | 45  | 113 | 9  | 1 | 1 | 2 | 10 |
| 2015–2016  | Hershey Bears            | AHL        | 32  | 3  | 3  | 6   | 89  | 21 | 4 | 1 | 5 | 19 |
|            | South Carolina Stingrays | ECHL       | 14  | 1  | 5  | 6   | 20  | —  | — | — | — | —  |
| 2016–2017  | Hershey Bears            | AHL        | 72  | 4  | 13 | 17  | 142 | 12 | 1 | 3 | 4 | 17 |
| 2017–2018  | Hershey Bears            | AHL        | 71  | 2  | 9  | 11  | 149 | —  | — | — | — | —  |
| 2018–2019  | Washington Capitals      | NHL        | 1   | 0  | 0  | 0   | 2   | —  | — | — | — | —  |
|            | Hershey Bears            | AHL        | 26  | 2  | 4  | 6   | 67  | —  | — | — | — | —  |
| NHL totalt | NHL totalt               | NHL totalt | 1   | 0  | 0  | 0   | 2   | —  | — | — | — | —  |
| AHL totalt | AHL totalt               | AHL totalt | 201 | 11 | 29 | 40  | 447 | 33 | 5 | 4 | 9 | 36 |
| WHL totalt | WHL totalt               | WHL totalt | 250 | 18 | 94 | 112 | 411 | 43 | 2 | 5 | 7 | 52 |